# Cape Cross
Cape Cross, kolonija južnoafričkih tuljana krznaša (Arctocephalus pusillus) na namibijskoj obali, 117 kilometara sjeverno od Swakopmunda. U koloniji se tijekom studenog i prosinca okuplja oko 150.000 do 180.000 životinja koje ovdje podižu mladunčad. Tuljani s obale Namibije i susjednih područja privlače u velikom broju velike bijele psine kojima čine značajan izvor prehrane.
Cape Cross je danas najvažnija atrakcija između Obale kostura i Henties Baya. Ime mu dolazi po kamenom križu koji je ovdje podigao portugalski pomorac Diego Cao kada se tu iskrcao 1486.godine, a danas postoje samo njegove dvije replike koje gledaju prema oceanu.
Godine 1968 proglašen je rezervom za zaštitu tuljana